# ماری میلینگتون
ماری میلینگتون (انگلیسی: Mary Millington؛ زاده ۳۰ نوامبر ۱۹۴۵ درگذشته ۱۹ اوت ۱۹۷۹) یک بازیگر پورنوگرافی اهل بریتانیا بود.